# Haus Frauenstein

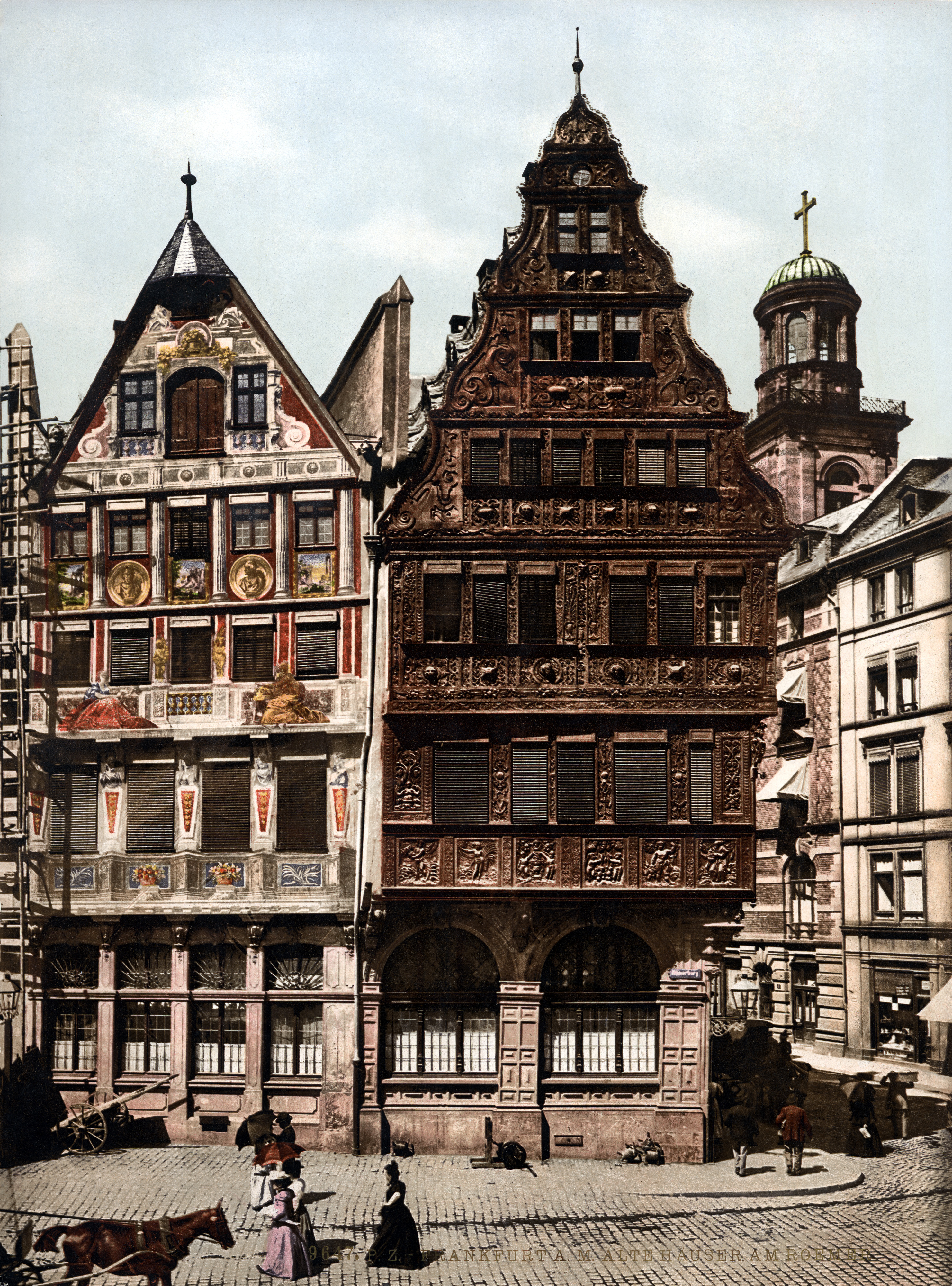
Farbbild der Fassade des Hauses Frauenstein (links) und des Salzhauses am Römerberg, um 1896

Das Haus Frauenstein ist ein historisches Gebäude in Frankfurt am Main. Es ist ein Teil der Römerzeile, des Frankfurter Rathauskomplexes. Es grenzt als das vierte Gebäude der Zeile links (südlich) an das Haus Löwenstein und rechts (nördlich) an das Salzhaus an. Die Hausanschrift ist „Römerberg 25“.

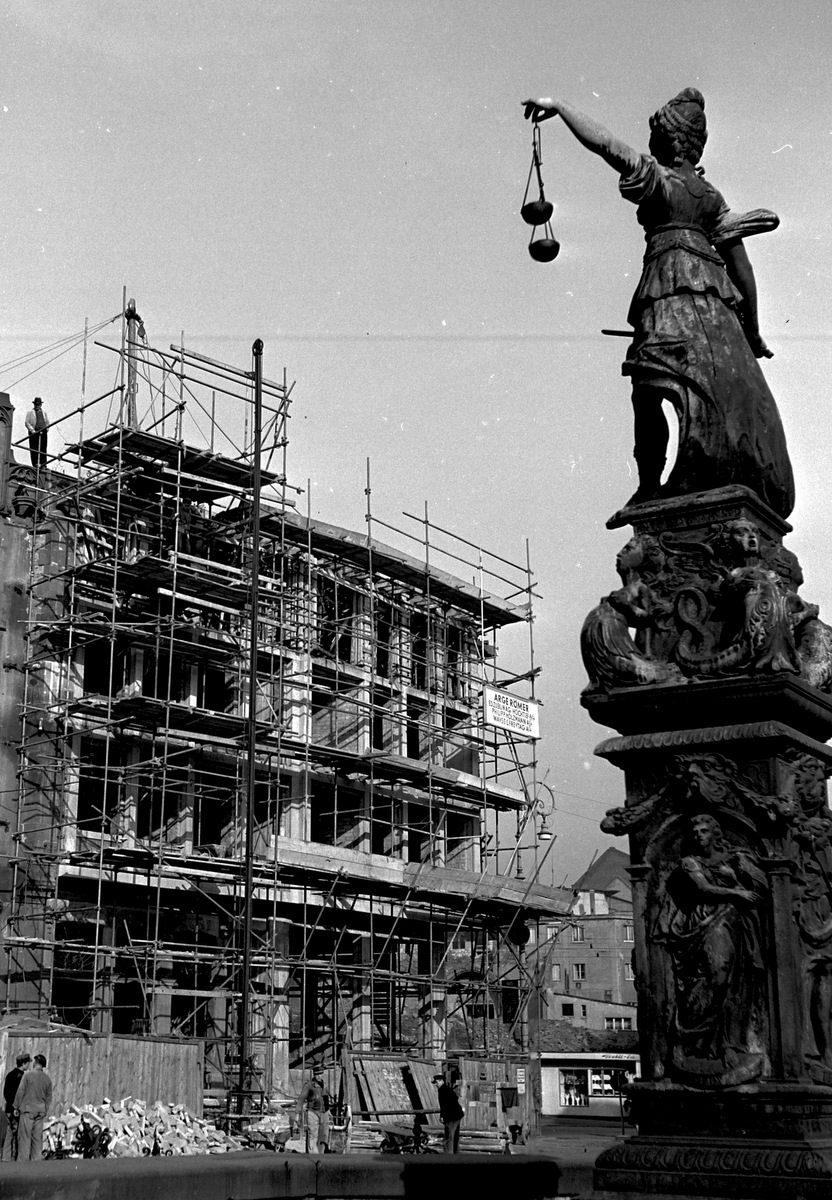
Neubau auf dem Grundstück des Hauses Frauenstein (links) und des Salzhauses 1952

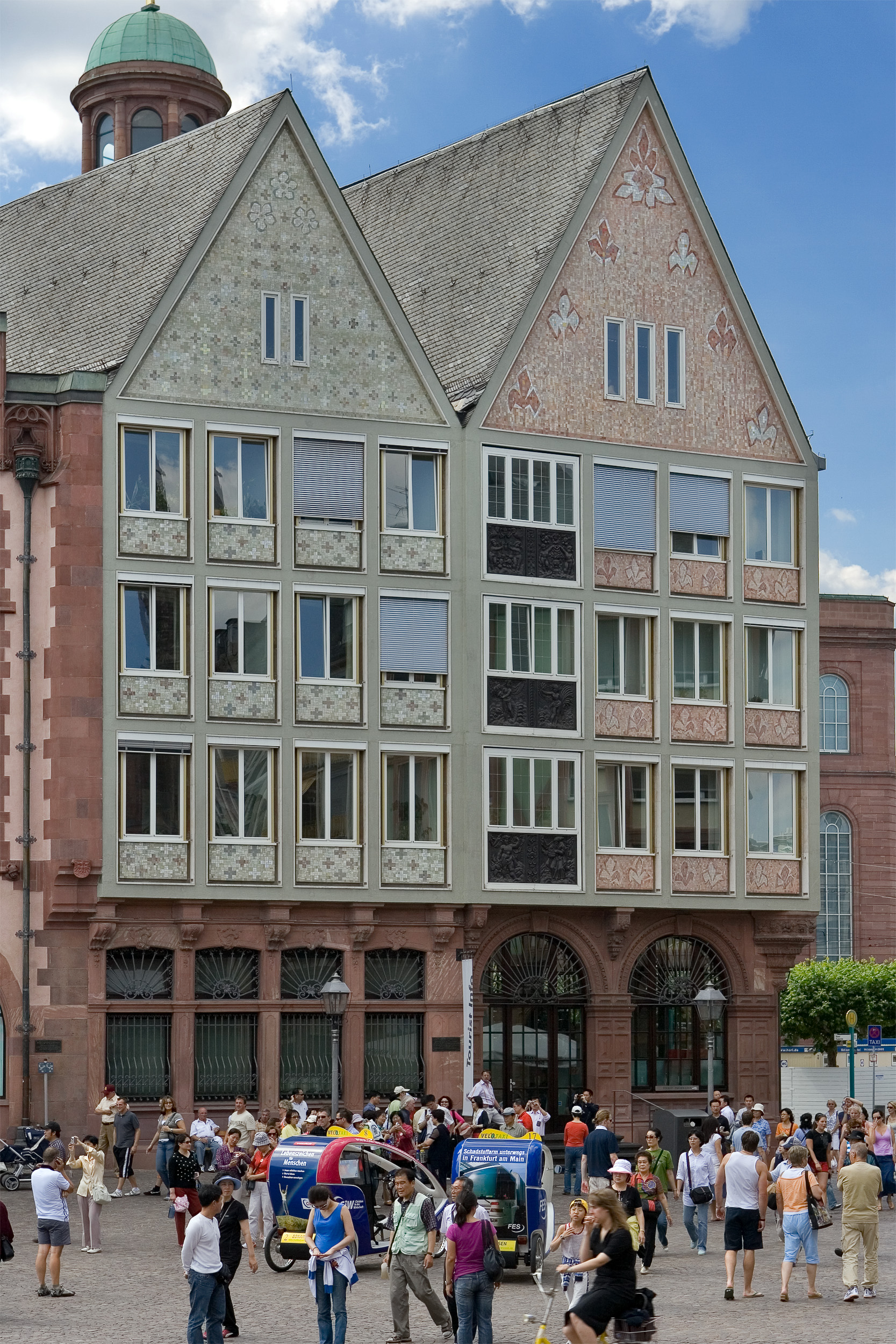
Heutige Ansicht

## Geschichte
Im Jahre 1423 bezog die Stubengesellschaft Zur güldenen Schmiede das Haus als Versammlungsort und nannte sich von da an Zum Frauenstein. Sie erwarb das Haus 1444 und ließ es 1484 im Stil der Spätgotik völlig neu erbauen; 1694 gab sie es wieder auf.
Im März 1944 wurde das Haus bei einem Bombenangriff zusammen mit dem benachbarten Salzhaus völlig zerstört; lediglich der spätgotische Keller von 1484 und ein steinernes Erdgeschoss aus der Zeit des Barock um 1760 blieben erhalten. Der Wiederaufbau erfolgte 1952–1953 in der Formensprache der 1950er Jahre, die lediglich den äußeren Umriss des ursprünglichen Gebäudes bewahrte, wobei aber das Haus Frauenstein und das Salzhaus durch eine gemeinsame Stahlbetonkonstruktion miteinander verbunden und ihre Giebelmaße einander angeglichen wurden.